# سونگ هه سونگ
سونگ هه سونگ (کره‌ای: 송해성؛ زادهٔ ۱۱ اکتبر ۱۹۶۴) کارگردان فیلم و فیلم‌نامه‌نویس اهل کره جنوبی است. او کارگردانی فیلم‌های پنجشنبه فرمان و یک فردای بهتر را بر عهده داشته‌است.